# Eija Karipää
Eija Karipää (12 de febrero de 1920 – 27 de diciembre de 2004) fue una actriz cinematográfica finlandesa. Al igual que Lea Joutseno y Helena Kara, fue una actriz cinematográfica sin vínculo alguno con el teatro.

## Biografía
Su verdadero nombre era Eija Saga Margaretha Londén,  Parikkala, Finlandia. Al inicio de su carrera usó su verdadero nombre, y debutó a los 19 años de edad con la película Herra Lahtinen lähtee lipettiin (1939). Posteriormente hizo papeles de reparto en las comedias Rikas tyttö (1939) y Kyökin puolella (1940). Posteriormente actuó en una cinta de suspense dirigida por Theodor Luts, Salainen ase (1943), que era la primera película producida por la compañía Fenno-Filmi, y que recibió buenas críticas. Karipää fue después la actriz protagonista de los filmes Erehtyneet sydämet (1944), Tähtireportterit tulevat (1945) y Kohtalo johtaa meitä (1945). En el año 1954 hizo su último papel como protagonista en la película dirigida por su marido, Veikko Itkonen, Rakastin sinua, Hilde, que obtuvo críticas positivas. Karipää actuó en un total de cuatro películas dirigidas por Itkonen, siendo la última de ellas Maailman kaunein tyttö (1953).
Karipää fue amiga cercana de Regina Linnanheimo, actriz con la cual trabajó en la producción dirigida por Teuvo Tulio Rikollinen nainen (1952). 
Eija Karipää había estado casada con Kunto Karapää entre 1940 y 1943. En 1944 se casó con su segundo marido, Veikko Itkonen, con el que permaneció unida hasta la muerte de él en 1990. Itkonen vendió su compañía productora en los años 1960, tras lo cual la pareja vivió 20 años en California, Estados Unidos. Tuvieron un hijo, Jussi Itkonen, conocido por dirigir la producción Kuumat kundit (1976).Tras enviudar volvió a Finlandia, falleciendo en Helsinki, Finlandia, en 2004, a los 84 años de edad. Fue enterrada en el Cementerio de Hietaniemi. 

## Filmografía
- 1939 : Rikas tyttö
- 1939 : Herra Lahtinen lähtee lipettiin
- 1940 : Kyökin puolella
- 1943 : Varuskunnan "pikku" morsian
- 1943 : Salainen ase
- 1943 : Maskotti
- 1944 : Erehtyneet sydämet
- 1945 : Tähtireportterit tulevat
- 1945 : Kohtalo johtaa meitä
- 1952 : Silmät hämärässä
- 1952 : Rikollinen nainen
- 1953 : Maailman kaunein tyttö
- 1954 : Rakastin sinua, Hilde
- 1954 : Leena
- 1976 : Kuumat kundit